# بالفور اولیفانت هاچیسون
بالفور اولیفانت هاچیسون (انگلیسی: Balfour Hutchison; ۱۲ فوریهٔ ۱۸۸۹ – ۲۶ آوریل ۱۹۶۷) فرد نظامی اهل بریتانیا بود. وی همچنین برندهٔ جوایزی همچون نشان امپراتوری بریتانیا و نشان حمام شده‌است.